# Hans-Jürgen Jacobi
Hans-Jürgen Jacobi (Bad Langensalza, 26 luglio 1950) è un ex pesista e discobolo tedesco.

## Palmarès
| Anno | Manifestazione   | Sede   | Evento           | Risultato | Misura  | Note                  |
| ---- | ---------------- | ------ | ---------------- | --------- | ------- | --------------------- |
| 1968 | Europei juniores | Lipsia | Lancio del disco | Oro       | 54,22 m | Record dei campionati |
| 1980 | Olimpiadi        | Mosca  | Getto del peso   | 6º        | 20,32 m |                       |